# La Carrera (przystanek kolejowy)
La Carrera (hiszp: Estación de La Carrera) – przystanek kolejowy w miejscowości Pola de Siero, we wspólnocie autonomicznej Asturia, w Hiszpanii.
Jest obsługiwany przez regionalne pociągi wąskotorowe Ferrocarriles de Vía Estrecha (FEVE). Stanowi część linii F-6 Cercanías Asturias.

## Położenie stacji
Znajduje się na linii wąskotorowej Oviedo – Santander w km 331,5, pomiędzy stacjami El Berrón i Pola de Siero, na wysokości 216 m n.p.m.

## Historia
Został oddany do użytku w dniu 13 listopada 1891 roku wraz z uruchomieniem odcinka Oviedo-Infiesto linii do Llanes. Prace były prowadzone przez Compañía de los Ferrocarriles Económicos de Asturias. Od 1972 do 2013 była zarządzana przez FEVE.

## Linie kolejowe
- Oviedo – Santander – linia wąskotorowa Ferrocarriles de Vía Estrecha